# 보카치오 70
《보카치오 70》(Boccaccio '70)은 1962년 개봉한 이탈리아의 옴니버스 영화이다. 비토리오 데 시카, 루키노 비스콘티, 페데리코 펠리니, 마리오 모니첼리가 감독을 맡았다. 네 편의 에피소드로 구성되어있으며, 네 명의 감독이 한 에피소드씩 연출하였다.

## 출연

### 주연
- 로미 슈나이더
- 토마스 밀리안
- 로몰로 발리
- 펩피노 드 필립포
- 아니타 에크베르그